# 卞賡
卞賡（1868年—1911年），字虞卿，江蘇海州（今江蘇灌云县）东辛乡中正街人，清末將領，光緒年間武狀元。
同治七年（1868年），卞賡生於海州府灌云县中正街，光绪十八年（1894年）武殿試一甲第一名。賜武進士及第。赏戴花翎，授官一等侍衛，巡守神武门。光緒二十六年（1900年），八國聯軍攻佔北京，帝后西行，卞賡隨扈有功。此後，外放廣東惠州參將，升廣州總兵。孫中山發動廣州起義時，卞賡不忍 “平乱”，又恐朝廷怪罪，吞金自盡。 廣東都督胡漢民將其厚葬。同鄉邮政侍郎沈云霈贈聯：“幸有两眼明多交朋友，苦无十年暇少读诗书。”民國元年（1912年），卞賡棺木運回故鄉。
今连云港市灌云县精勤小学院内有卞赓状元府遺留的石鼓和石柱。1990年代，當地建立卞赓纪念馆。